# Abu al-Fadl ibn Hasdai
Abu al-Fadl Hasdai ibn Yusuf ibn Hasdai (Zaragoza, España, hacia 1050-El Cairo?, Egipto, después de 1093), fue un visir judío en la corte de los emires hudíes de Zaragoza.
Poeta, hijo de poeta, era nieto de Hasdai ibn Shaprut (visir del califa Abderramán III de Córdoba). Ibn Hasdai es considerado discípulo del filósofo al-Qarmani, además de amigo de Avempace, Ibn Paquda e Ibn Buklaris. Él mismo estudió desde muy joven Aritmética, Geometría, Astronomía, Física, Música, Política, Filosofía y Medicina.
El emir hudí de Zaragoza, Al-Muqtadir, le encargó la educación de su hijo y sucesor, y en 1070 se convirtió en el sucesor del fallecido visir Ali Yusuf. Como político y jefe de la comunidad judía impulsó las ciencias y las artes y fue por tanto en parte responsable del auge político e intelectual del reino taifa de Zaragoza. Al mismo tiempo su correligionario judío Samuel ben Nagrela dirigía los destinos de la Granada musulmana.
Ibn Hasdai supo enfrentar con destreza los vecinos cristianos de Zaragoza, es decir, Castilla, Navarra, Aragón, Barcelona, entre sí y con los vecinos musulmanes de Toledo, Valencia, Lérida y más tarde con Marruecos. Consiguió construir el segundo reino taifa más poderoso de Al-Ándalus, también para el hijo y el nieto de Al-Muqtadir, Al-Mu'tamin y Al-Musta'in II. Durante mucho tiempo el pago de grandes tributos al Castilla, que compró los servicios del Cid, y una alianza con el emirato abadí de Sevilla garantizaron a Zaragoza una relativa independencia, sobre todo frente a los almorávides de Marruecos.
Ibn Hasdai, que conocía bien tanto la Biblia como el Corán, se convirtió al Islam y se casó con la hermanastra de Al-Musta'in II, Banafsay (Banafasay), consiguiendo finalmente el puesto de gran visir. Los representantes de la comunidad judía le acusaron seguidamente de traición y visires musulmanes rivales de arribismo. Parece que también ambicionaba el puesto del juez mayor musulmán. Juntos, ambos grupos consiguieron derrocar a Ibn Hasdal y Al-Musta'in lo envió en 1093 como embajador a la corte del sultán egipcio en Cairo. Hay noticias de que 
Ibn Hasdai partió desde allí en peregrinación a La Meca, pero sobre su muerte no existen más noticias.